# Deux glaives

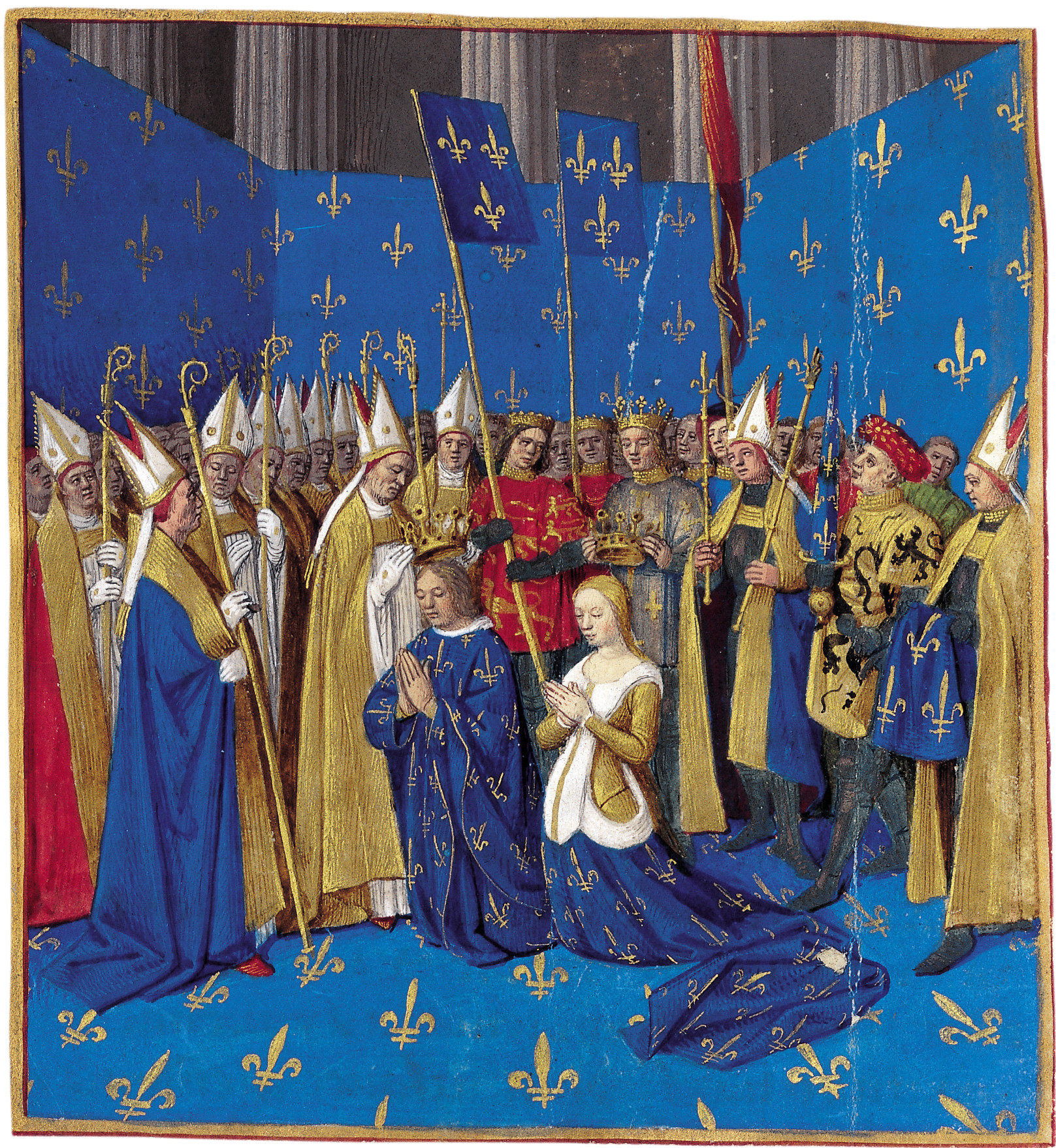
L'épée Joyeuse utilisée lors du sacre des rois de France, illustre la doctrine des deux glaives.

La doctrine des deux glaives, appelée aussi la théorie des deux pouvoirs est une ancienne thèse de l'Église catholique romaine, à l'époque médiévale, selon laquelle le pouvoir spirituel est déclaré supérieur au pouvoir temporel. 

## Historique
La doctrine médiévale des deux glaives se trouve en germe au Ve siècle dans la lettre de 494 où le pape Gélase Ier écrit à l'empereur d'Orient Anastase Ier, et développe une thèse qui constitue une transcription de la distinction entre deux pouvoirs opposant l'auctoritas du pape (l'autorité sacrée) et la potestas de l'empereur (le pouvoir séculier).
Le développement de ce thème de l'idéologie théocratique renvoie à une riche tradition exégétique qui essaime dans les années 1050 de la réforme grégorienne et de la querelle des investitures au sujet de la domination universelle (dominium mundi).
La doctrine est mise en avant par saint Bernard de Clairvaux, au XIIe siècle, à l'époque des croisades puis mise en place par le pape Boniface VIII, au début du XIVe siècle (1302), dans sa bulle Unam sanctam, publiée à l'occasion du très important désaccord qu'il a avec le roi de France Philippe IV le Bel.  
Aussi, selon cette théorie, le pouvoir spirituel possède un ascendant moral et politique sur le pouvoir temporel exercé par le prince en vertu duquel celui-ci préside aux destinées des hommes dans le respect strict des préceptes religieux. L'ascèse intramondaine de l'âme dans le Royaume des cieux dépend, dans cette lecture, exclusivement du pouvoir spirituel, condition même de l'exercice d'un pouvoir politique temporel terrestre. La révolution luthérienne initiée au début du XVIe siècle, en révisant la doctrine théologique en vigueur dans les monarchies occidentales, aura pour conséquence un renversement paradigmatique du rapport de force entre le religieux et le politique. Dès lors, au rapport de subordination entre les deux pouvoirs se substitue une dichotomie dialectique empruntant à la doctrine des « Deux royaumes », dont l'un, le royaume terrestre, relève de la prérogatives exclusive du prince, et l'autre, le Royaume du ciel, relève de la compétence de l'église, dans un rapport d'exclusivité réciproque empêchant l’empiétement d'un pouvoir sur l'autre. « Progressivement, en effet, la doctrine des « Deux glaives », selon laquelle le pouvoir spirituel est supérieur au pouvoir temporel, qui affirmait la compétence de l'Église dans les affaires séculières, cède le pas à celle des « Deux Royaumes » ou des « Deux règnes », le Royaume du ciel se distingue alors nettement du royaume terrestre, désormais de la compétence totale des Princes. Il reste à l'Église, qu'elle soit luthérienne ou catholique, l'unique responsabilité des âmes des fidèles, qui relève du domaine de la Grâce et de nul autre ».